# Drusus nigrescens
Drusus nigrescens är en nattsländeart som beskrevs av Meyer-duer 1875. Drusus nigrescens ingår i släktet Drusus och familjen husmasknattsländor. Inga underarter finns listade i Catalogue of Life.